# 弗魯特瓦爾 (愛達荷州)
弗魯特瓦爾（英語：Fruitvale）是位於美國愛達荷州亞當斯縣的一個非建制地區。該地的面積和人口皆未知。

## 地理
弗魯特瓦爾的座標為44°48′55″N 116°26′25″W / 44.81528°N 116.44028°W，而該地的平均海拔高度為939米（即3081英尺）。